# کارل استریبینگر
کارل استریبینگر (انگلیسی: Karl Striebinger; ۲ اوت ۱۹۱۳ – ۱۲ ژوئن ۱۹۸۱) بازیکن فوتبال اهل آلمان بود.
از باشگاه‌هایی که در آن بازی کرده‌است می‌توان به باشگاه فوتبال مانهایم اشاره کرد.
وی همچنین در تیم ملی فوتبال آلمان بازی کرده‌است.